# Giải BAFTA lần thứ 28
Giải BAFTA lần thứ 28, được trao bởi Viện Hàn lâm Nghệ thuật Điện ảnh và Truyền hình Anh Quốc năm 1975 để tôn vinh những bộ phim xuất sắc nhất năm 1974.

## Chiến thắng và đề cử
BAFTA Fellowship: Jacques Cousteau
| Phim hay nhất Lacombe, Lucien – Louis Malle - Chinatown – Roman Polanski - The Last Detail – Hal Ashby - Murder on the Orient Express – Sidney Lumet | Đạo diễn xuất sắc nhất Roman Polanski – Chinatown - Francis Ford Coppola – The Conversation - Louis Malle – Lacombe, Lucien - Sidney Lumet – Murder on the Orient Express - Sidney Lumet – Serpico                                                                                  |
| Nam diễn viên chính xuất sắc nhất Jack Nicholson – Chinatown vai J. J. Gittes Jack Nicholson – The Last Detail vai Billy Buddusky - Albert Finney – Murder on the Orient Express vai Hercule Poirot - Al Pacino – Serpico vai Frank Serpico - Gene Hackman – The Conversation vai Harry Caul | Nữ diễn viên chính xuất sắc nhất Joanne Woodward – Summer Wishes, Winter Dreams vai Rita Walden - Barbra Streisand – The Way We Were vai Katie Morosky - Cicely Tyson – The Autobiography of Miss Jane Pittman vai Jane Pittman - Faye Dunaway – Chinatown vai Evelyn Cross Mulwray |
| Nam diễn viên phụ xuất sắc nhất John Gielgud – Murder on the Orient Express vai Edward Beddoes - Adam Faith – Stardust vai Mike Menary - John Huston – Chinatown vai Noah Cross - Randy Quaid – The Last Detail vai Seaman Laurence Meadows | Nữ diễn viên phụ xuất sắc nhất Ingrid Bergman – Murder on the Orient Express vai Greta Ohlsson - Cindy Williams – American Graffiti vai Laurie Henderson - Sylvia Sidney – Summer Wishes, Winter Dreams vai Pritchett - Sylvia Syms – The Tamarind Seed vai Margaret Stephenson     |
| Kịch bản xuất sắc nhất Chinatown – Robert Towne The Last Detail – Robert Towne - Blazing Saddles – Mel Brooks, Norman Steinberg, Andrew Bergman, Richard Pryor và Alan Uger - The Conversation – Francis Ford Coppola - Lacombe, Lucien – Louis Malle và Patrick Modiano | Quay phim xuất sắc nhất The Great Gatsby – Douglas Slocombe - Chinatown – John A. Alonzo - Murder on the Orient Express – Geoffrey Unsworth - The Three Musketeers – David Watkin - Zardoz – Geoffrey Unsworth                                                                      |
| Thiết kế phục trang xuất sắc nhất The Great Gatsby – Theoni V. Aldredge - Chinatown – Anthea Sylbert - Murder on the Orient Express – Tony Walton - The Three Musketeers – Yvonne Blake | Dựng phim xuất sắc nhất The Conversation – Walter Murch và Richard Chew - Chinatown – Sam O'Steen - Murder on the Orient Express – Anne V. Coates - The Three Musketeers – John Victor Smith                                                                                        |
| Nhạc phim hay nhất Murder on the Orient Express – Richard Rodney Bennett - Chinatown – Jerry Goldsmith - La bonne année – Francis Lai - Serpico – Mikis Theodorakis - The Three Musketeers – Michel Legrand | Thiết kế sản xuất xuất sắc nhất The Great Gatsby – John Box - Chinatown – Richard Sylbert - Murder on the Orient Express – Tony Walton - The Three Musketeers – Brian Eatwell |
| Âm thanh xuất sắc nhất The Conversation – Art Rochester, Nat Boxer, Mike Ejve và Walter Murch - Earthquake – Melvin Metcalfe Sr. và Ronald Pierce - The Exorcist – Chris Newman, Jean-Louis Ducarme, Robert Knudson, Frederick Brown, Bob Fine, Ross Taylor, Ron Nagle, Doc Siegel, Gonzalo Gavira và Hal Landaker - Gold – Alan Somes, Rydal Love, Michael Crouch, John W. Mitchell và Gordon McCallum | Phim hoạt hình ngắn hay nhất Hunger (La Faim) - Cat's Cradle |
| Phim tài liệu hay nhất Cree Hunters of Mistassini - Companero: Victor Jara of Chile - Leprosy | Phim chuyên môn hay nhất Monet in London - Adventure in Colour - Child Part II - Nobody's Fault |
| Giải John Grierson Location North Sea - Acting in Turn - Facets of Glass - The Quiet Land | Giải Liên Hợp Quốc Lacombe, Lucien – Louis Malle - The Autobiography of Miss Jane Pittman – John Korty |
| Diễn viên mới xuất sắc nhất Georgina Hale – Mahler vai Alma Mahler - Cleavon Little – Blazing Saddles vai Cảnh sát trưởng Bart - Sissy Spacek – Badlands vai Holly Sargis | |

## Thống kê
| Số lượng | Phim                                   |
| -------- | -------------------------------------- |
| 11       | Chinatown                              |
| 10       | Murder on the Orient Express           |
| 5        | The Conversation                       |
| 5        | The Three Musketeers                   |
| 4        | Lacombe, Lucien                        |
| 4        | The Last Detail                        |
| 3        | The Great Gatsby                       |
| 3        | Serpico                                |
| 2        | The Autobiography of Miss Jane Pittman |
| 2        | Blazing Saddles                        |
| 2        | Summer Wishes, Winter Dreams           |

| Số lượng | Phim                         |
| -------- | ---------------------------- |
| 3        | Chinatown                    |
| 3        | The Great Gatsby             |
| 3        | Murder on the Orient Express |
| 2        | The Conversation             |
| 2        | Lacombe, Lucien              |
| 2        | The Last Detail              |